# 加美宏
加美 宏（かみ ひろし、1934年4月18日 - ）は、日本の国文学者。専門は日本中世文学、特に軍記物語、『太平記』の受容史。同志社大学名誉教授。

## 来歴
徳島県那賀郡生まれ。1958年、早稲田大学第一文学部国文学科卒業、1964年、同大学大学院文学研究科博士課程修了。1998年「太平記享受史研究」で博士（文学）（早稲田大学）の学位を取得。
1964年、昭和女子大学付属高等部教諭、1969年、昭和女子大学短期大学部助教授（非常勤）、1972年、同助教授（専任）。1976年、甲南女子大学助教授、1979年、同教授。1983年、同志社大学文学部教授。2006年、定年退職、名誉教授。

## 著書
- 『太平記の受容と変容』翰林書房、1997
- 『太平記享受史論考』桜楓社、1985

### 共編・校注
- 『軍記文学』梶原正昭、矢代和夫共編 桜楓社、1974
- 『新撰日本古典文庫 梅松論 源威集』矢代和夫共校注 現代思潮社、1975
- 『平家・義経記・太平記 カラー版』小山利彦、石黒吉次郎共編 おうふう、1995
- 『太平記秘伝理尽鈔』今井正之助、長坂成行共校注 平凡社 東洋文庫、2002‐2007
- 『源平盛衰記絵巻 全十二巻』狩野博幸共著 青幻舎、2008